# Enrico Colzani
Enrico Colzani (* 1956) ist ein italienischer Amateurastronom und Asteroidenentdecker. Er ist Mitglied der Gruppo Astrofili Brianza, die das Osservatorio Astronomico Sormano (IAU-Code 587) in Sormano gründete. Im Dezember 1993 entdeckte er dort zusammen mit Graziano Ventre den Asteroiden (18426) Maffei.
Am 7. Februar 2022 wurde ein Asteroid nach ihm benannt: (79847) Colzani.